# Grallaria albigula
El tororoí gorgiblanco (Grallaria albigula), también denominado chululú cabeza rojiza o chululú de garganta blanca (en Argentina) o tororoi de garganta blanca (en Perú), es una especie de ave paseriforme perteneciente al numeroso género Grallaria  de la familia Grallariidae, anteriormente incluido en Formicariidae. Se distribuye en el centro oeste de América del Sur. 

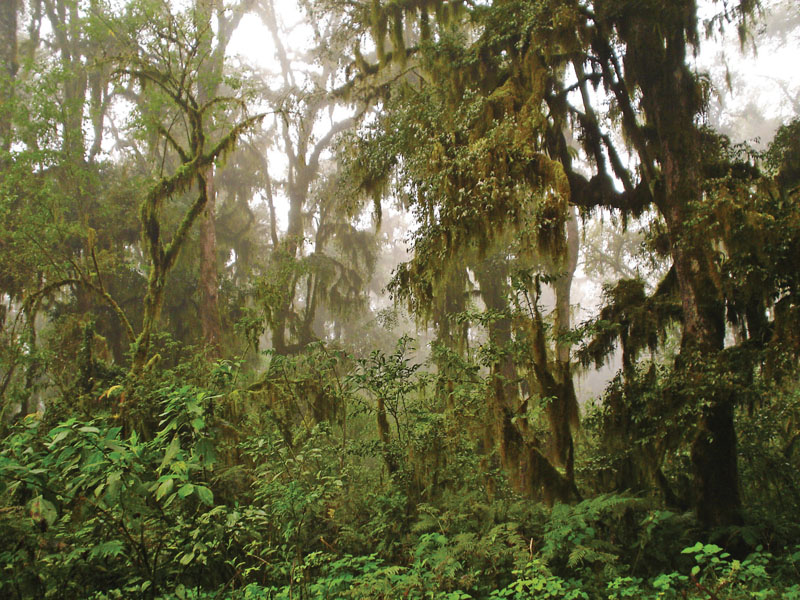
Estrato inferior de la selva de montaña o Yunga, en la Provincia de Salta, Argentina; el hábitat de la especie.

## Distribución y hábitat
Se extiende en la vertiente oriental andina desde el sureste del Perú en Madre de Dios, y Puno, y desde el centro de Bolivia (Cochabamba), hasta el noroeste de la Argentina, en las provincias de: Jujuy y Salta.
Es localmente común en el suelo o cerca de él, en hábitats de bosques montanos y su bordes entre los 800 m (en Argentina) y los 2700 m de altitud (en Bolivia).

## Sistemática

### Descripción  original
La especie G. albigula fue descrita originalmente por el ornitólogo estadounidense Frank Michler Chapman en el año 1923, bajo el mismo nombre científico. Su localidad tipo es: «Santo Domingo, 6000 pies [cerca de 1830 msnm], Puno, Perú».

### Taxonomía
Consideraciones anatómicas indican que Grallaria albigula, junto a Grallaria erythroleuca, G. przewalskii, G. capitalis, G. flavotincta, y G. hypoleuca, forman una superespecie.

### Subespecies
Según la clasificación del Congreso Ornitológico Internacional (IOC) (Versión 6.3, 2016) se reconocen 2 subespecies, con su correspondiente distribución geográfica:
- Grallaria albigula albigula Chapman, 1923 - sureste de Perú y Bolivia.
- Grallaria albigula cinereiventris Olrog & Contino, 1970 - noroeste de Argentina.

El taxón cinereiventris se ha descrito para el noroeste de la Argentina (sobre la base de dos ejemplares colectados en Jujuy), y se caracteriza por poseer el vientre oscuro y los flancos de color sepia-oliva (en vez de gris oliva). La validez de ese taxón subespecífico requiere confirmación para algunas clasificaciones como Clements Checklist v.2015, por lo que consideran a la especie aún como monotípica.